# 李慶熙
李慶熙（韓語：이경희，1969年7月26日－），韓國電視劇編劇。

## 作品

### 電視劇
- 1997年：SBS《天橋風雲》
- 1998年：MBC《素英的母亲》
- 1998年：MBC《我只知道愛》
- 2000年：KBS《小蓋子》
- 2001年：KBS《純情》
- 2002年：KBS《比天堂还要幸福》
- 2002年：KBS《阳光倾泻而下的日子》
- 2003年：KBS《小爸爸上學去》
- 2003年：MBC《跳动的人生》
- 2004年：KBS《我们的火腿》
- 2004年：KBS《對不起，我愛你》
- 2005年：KBS《這該死的愛情》
- 2005年：MBC《驛動的心》
- 2007年：MBC《謝謝》
- 2009年：SBS《耶誕節會下雪嗎》
- 2012年：KBS《世上哪裡都找不到的善良男人》
- 2014年：KBS《真是好時節》
- 2016年：KBS《任意依戀》
- 2019年：JTBC《巧克力》

## 獲獎
- 2005年：韓國廣播作家協會 - 戲劇類優秀作品獎《對不起，我愛你》
- 2007年：第10屆Amnesty言論賞－特別獎
- 2007年：第20屆韓國放送作家賞－戲劇部門 《謝謝》
- 2008年：第44屆百想藝術大賞－電視部門 劇本獎 《謝謝》

## 外部連結
- NAVER （页面存档备份，存于）